# 25979 Alansage
25979 Alansage este un asteroid din centura principală de asteroizi.

## Descriere
25979 Alansage este un asteroid din centura principală de asteroizi. A fost descoperit pe 18 martie 2001 la Socorro, New Mexico, în cadrul proiectului LINEAR. Asteroidul prezintă o orbită caracterizată de o semiaxă mare de 2,37 ua, o excentricitate de 0,10 și o înclinație de 5,5° în raport cu ecliptica.